# Dulle Griet
Dulle Griet, también conocida como La loca Meg, que podría traducirse literalmente al español como «La loca Rita», es una pintura de Pieter Brueghel el Viejo, actualmente en el Museo Mayer van den Bergh de Amberes, Bélgica. Se trata de un panel con unas dimensiones de 115 centímetros de alto y 161 de ancho. Fue ejecutada en el año 1563. 
Dulle Griet es una figura del folclore flamenco, protagonista de esta pintura de Brueghel. Se representa a una mujer campesina, la loca Meg, que dirige a un ejército de mujeres a rapiñar el Infierno. 
Dulle Griet también protagonizará una pintura de los años 1640 del pintor también flamenco David Teniers el Joven. Además, aparece como un personaje menor en la obra teatral del año 1982, escrita por Caryl Churchill titulada Top Girls y es la heroína de un cómic de Suske y Wiske.

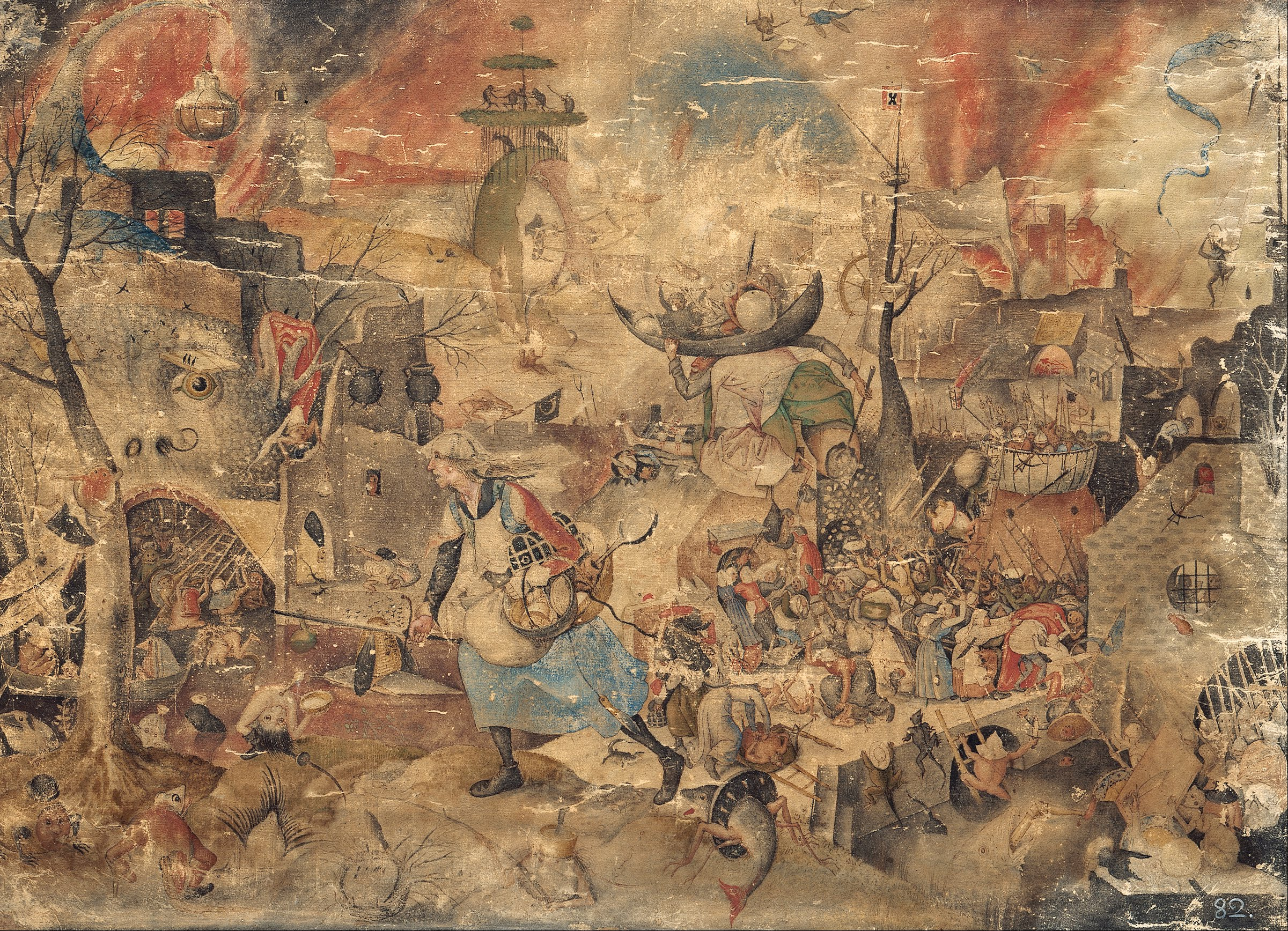
Tinta y gouache sobre papel, del mismo pintor, fechado en 1561. Museo Palacio de Arte de Düsseldorf.

## Historia y descripción
La firma y la fecha de esta pintura son ilegibles, pero su estrecha similitud estilística y de composición con Caída de los ángeles rebeldes y El triunfo de la Muerte, hacía probable que fuera pintada hacia 1562 y destinada a una serie. Como esas imágenes, Dulle Griet debe mucho a El Bosco. Una restauración en 2018 reveló que fue pintada en 1563, poco después de que el pintor se mudara a Bruselas.
El biógrafo más temprano de Brueghel, Karel van Mander, en 1604, describió la pintura como "Dulle Griet, que está mirando la boca del infierno". Formó parte de las colecciones de Rodolfo II, emperador del Sacro Imperio Romano, y fue saqueada por las tropas suecas en 1648, reapareciendo en Estocolmo en 1800. El coleccionista de arte Fritz Mayer Van Den Bergh la descubrió en 1897 en una subasta en Colonia , donde la compró por una suma mínima, descubriendo su autor real unos días más tarde.
Griet era un nombre despectivo dado a cualquier mujer malhumorada. Se refiere al proverbio flamenco: "Podría saquear el infierno y volver ilesa".
Brueghel se burla de las mujeres ruidosas y agresivas. Al mismo tiempo critica el pecado de la avaricia: aunque ya cargada de posesiones, Griet y sus compañeras están preparadas para asaltar el infierno mismo en su búsqueda de más. 
Mientras las otras saquean una casa, Dulle Griet, con armadura masculina: una coraza, un guantelete y casco, avanza espada en mano hacia la boca del infierno, a través de un paisaje plagado de demonios y monstruos bosquianos, simbolizando los diversos pecados que allí se castigan. Un libro de proverbios publicado en Amberes en 1568 contiene un dicho muy cercano al espíritu del cuadro de Brueghel: "Una mujer hace alboroto, dos mujeres un montón de problemas, tres un mercado anual, cuatro una pelea, cinco un ejército y contra seis el Diablo mismo no tiene armas".
Dulle Griet aparece como un personaje en la obra Top Girls de Caryl Churchill (1982), donde relata su invasión al infierno: "Ya había tenido suficiente, estaba loca, odio a los bastardos, salí por la puerta esa mañana y gritaba hasta que mis vecinos salían y yo dije: 'Vamos, vamos de donde viene el mal y pagamos a los bastardos' "(Churchill, 28).